# إتامسيلات
Etamsylate (إيتامسيلات) (أحيانًا يتم تهجئة ethamsylate) هو عامل مضاد للنزيف يعتقد أنه يعمل عن طريق زيادة المقاومة في بطانة الشعيرات الدموية وتعزيز التصاق الصفائح الدموية .   كما أنه يثبط التخليق الحيوي و يثبط عمل البروستاجلاندين التي تسبب تفكك الصفائح الدموية وتوسع الأوعية وزيادة نفاذية الشعيرات الدموية. 

## دواعي الإستعمال
الوقاية والسيطرة على النزيف من الأوعية الدموية الصغيرة، النزف داخل البطيني حديثي الولادة،  نزيف الشعيرات الدموية من مسببات مختلفة ، بما في ذلك: غزارة الطمث والنزيف الرحمي دون أمراض عضوية، بعد استئصال البروستاتا عبر الإحليل، قيء دموي، ميلينا، بيلة دموية، رعاف؛ نزيف ثانوي بسبب قلة الصفيحات أو قلة الصفيحات ، نقص التخثر، الوقاية من النزف حول البطينين عند الأطفال المولودين قبل الأوان. 

## آلية العمل
Etamsylate هو عامل تخثر الدم. كما يعزز العمل الوقائي الوعائي والاستباقي. إنه يحفز تكون الخثرات وإطلاقها من نخاع العظام. يحدث تخثر الدَّم الناجم عن تنشيط تكوين الثرومبوبلاستين في المواقع التالفة من الأوعية الدموية الصغيرة وانخفاض تخليق PgI2 ( Prostacyclin ) ؛ كما أنه يسهل تراكم الصفائح الدموية والالتصاق، مما يؤدي في النهاية إلى تقليل وإيقاف النزف. 
الآلية الدقيقة لعمل إتامسيلات غير معروفة. لقد ثبت أنه يقلل من وقت النزيف ويقلل من فقدان الدَّم من الجروح. يبدو أن هذا يتعلق بزيادة تراكم الصفائح الدموية بوساطة آلية تعتمد على الثرموبوكسان A2 أو البروستاغلاندين F2a. وقد ارتبط أيضًا بانخفاض تركيزات 6-oxoprostaglandin F1a. البروستاسيكلين هو موسع وعائي قوي، وقد يكون متورطًا في ضخه؛ وهو أيضًا عامل تفتيت الصفائح الدموية. في حين أن البروستاجلاندين نفسها قد يكون لها دور في تنظيم تدفق الدَّم في المخ ، يبدو أن الإيتامسيلات ليس لها تأثير على تدفق الدَّم في المخ. كان يعتقد أيضًا أن Etamsylate يعمل على استقرار الشعيرات الدموية، مما يعزز الأغشية الشعرية عن طريق بلمرة حمض الهيالورونيك.  يحد الإيتامسيلات من نزيف الشعيرات الدموية بواسطة تأثيره على حمض الهيالورونيك وأظهرت الدراسات الأولية انخفاضًا في النزف داخل البطيني.  قد يكون للإيتامسيلات أيضًا تأثير على دوران الأوعية الدقيقة، مما يشجع على تكدس الصفائح الدموية وتضيق الأوعية وبالتالي تخثر الدَّم. كما أنه يمنع آثار توسع الأوعية بوساطة البروستاجلاندين وزيادة نفاذية الشعيرات الدموية، وبالتالي تقليل الوذمة الثانوية للتسرب الشعري. من الممكن أيضًا أن يقلل الإيتامسيلات من نزيف ضخه في مناطق نقص تروية الدماغ، مما يمنع حدوث أضرار ثانوية.  عن طريق تثبيط تأثيرات البروستاجلاندين ، قد يكون للإيتامسيلات تأثير عن طريق إغلاق القناة البراءة وبالتالي زيادة تدفق الدم في المخ.  علاوة على ذلك ، أظهر الإيتامسيلات تداخلاً مع الهيبارين ، مما أدى إلى استعداء آثاره المؤيدة للنزيف والمضادة للتجلط، دون تثبيط خصائص توسع الأوعية. 